# Eleutherodactylus tonyi
Espèce
Statut de conservation UICN

 CR B1ab(iii) : 
En danger critique
Eleutherodactylus tonyi est une espèce d'amphibiens de la famille des Eleutherodactylidae.

## Répartition
Cette espèce est endémique de Cuba. Elle se rencontre dans les  provinces de Granma et de Santiago de Cuba du niveau de la mer jusqu'à 70 m d'altitude.

## Description
Les mâles mesurent de 19,9 à 21,5 mm et les femelles de 22,8 à 33,7 mm.

## Étymologie
Cette espèce est nommée en l'honneur d'Antonio Pérez Asso, surnommé Tony.

## Publication originale
- Estrada & Blair-Hedges, 1997, « A new species of frog from the Meseta de Cabo Cruz, eastern Cuba (Leptodactylidae, Eleutherodactylus) », Caribbean Journal of Science, vol. 33, no 3/4, p. 227–232 (texte intégral).